# جینجو
جینجو (به لاتین: Jinzhou) یک شهر مرکزی در جمهوری خلق چین است که در لیائونینگ واقع شده‌است.

## خصوصیات
جینجو ۱۰٬۱۱۱ کیلومترمربع مساحت و ۳٬۰۷۰٬۰۰۰ نفر جمعیت دارد و ۲۴ متر بالاتر از سطح دریا واقع شده‌است.